# ウィングズ〜リンゴ IV
ウィングズ〜リンゴ IV(Ringo The 4th)は、1977年に発表されたリンゴ・スターのアルバム。

## 解説
1992年にアメリカでアトランティック・レコードから一度CDで再発されて以来、公式盤CDは再発売されていない。ロシア盤ではCD「Ringo 's Rotogravure」と2in1という形で発売されたほか、非公式に紙ジャケットのCDも制作された。
2020年にはアナログ盤で再発売された。

## 収録曲
1. ダウンイング・イン・ザ・シィーオブ・ラブ - Drowning In The Sea Of Love
2. タンゴ・オール・ナイト - Tango All Night
3. ウイングス - Wings
4. ゲイブ　オールアップ - Gave It Akk Up
5. アウト・オン・ザ・ストリープス - Out On The Streets
6. キャン・シー・ドゥ・イット・ライク・シー・ダンス - Can She Do It Like She Dances
7. スリークイング・サリー・スルー・ザ・アレー - Sneaking Sally Through The Alley
8. イッツ・ノー・シークレット - It's No Secret
9. ジプシー・イン・フライト - Gypsies In Flight
10. シンプル・ラブ・ソング - Simple Love Song